# Lecteria tibialis
Lecteria tibialis är en tvåvingeart som beskrevs av Alexander 1923. Lecteria tibialis ingår i släktet Lecteria och familjen småharkrankar.
Artens utbredningsområde är Kamerun. Inga underarter finns listade i Catalogue of Life.